# Arco di Dativius Victor

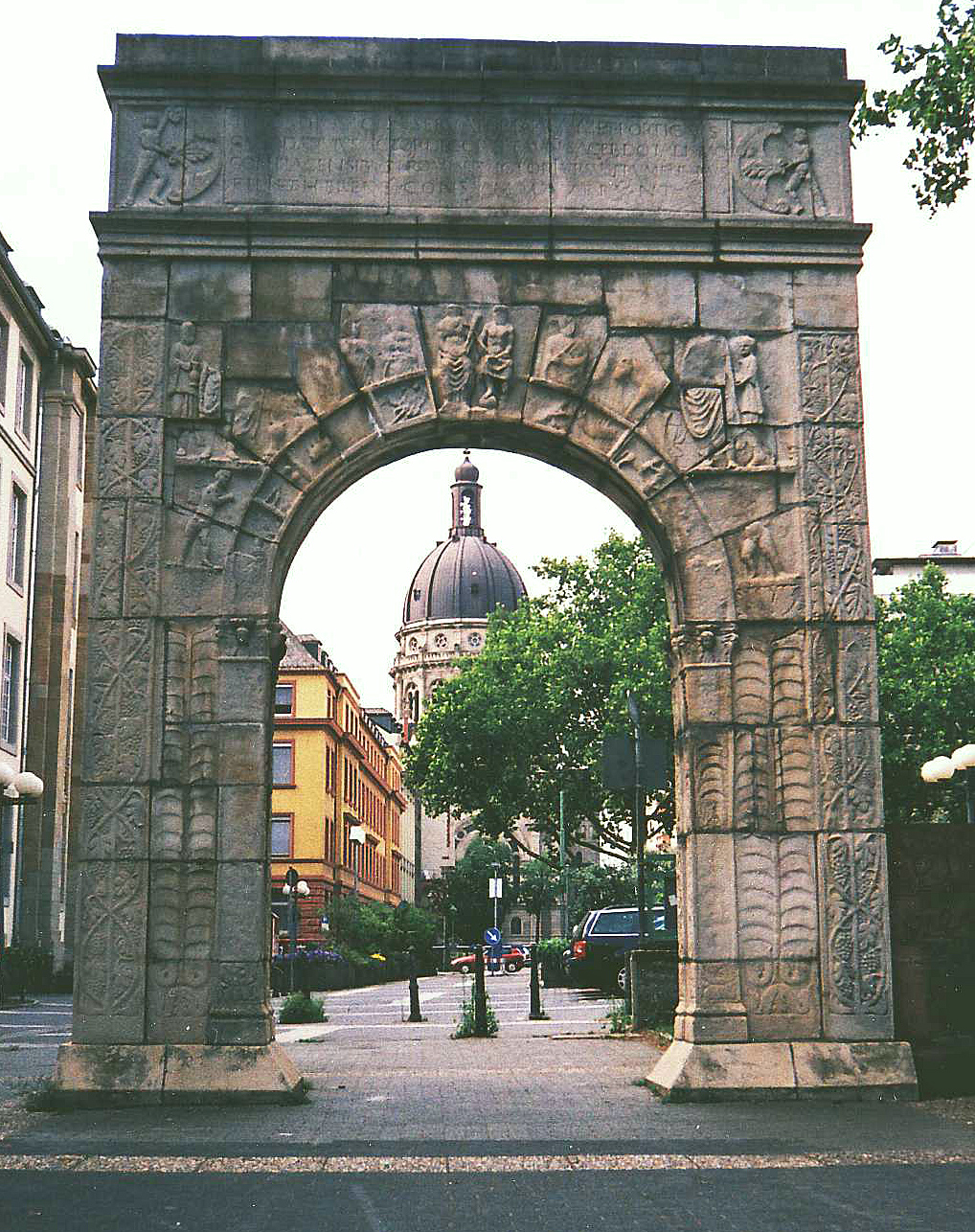
Arco di Dativius Victor a Magonza

L'arco di Dativius Victor è un arco trionfale a Magonza, in Germania.
La sua costruzione risale al III secolo, ai tempi dell'antica Mogontiacum. L'arco ad un solo fornice (ossia con una sola arcata) è posto nella parte occidentale della piazza Ernst-Ludwig-Platz. L'iscrizione sull'attico reca la dedica del monumento da parte del decurione Dativius Victor.
Una riproduzione è stata eseguita nel 1962, e una ricostruzione nel 1978. Dal 1980/81 è visibile presso il Museo centrale romano-germanico (Palazzo del principe elettore Magonza).

## Iscrizione
IN H(onorem) D(omus) D(ivinae)

I(ovi) O(ptimo) M(aximo) CONSERVATORI ARCUM ET PORTICUS/

QUOS DATIVIUS VICTOR DEC(urio) CIVIT(atis) TAUN(ensium) SACERDOTALIS

MO/GONTIACENSIBUS [P]ROMISIT

VICTORI(I) URSUS FRUM(entarius) ET LUPUS/ FILI(I) ET HEREDES CONSUMMAVERUNT